# 工业与应用数学学会
工业与应用数学学会（英語：Society for Industrial and Applied Mathematics，简称）是世界最大的应用数学专业团体，总部位于美国宾夕法尼亚州费城，1952年成立。学会宗旨为鼓励数学在工业和科学问题中的应用，促进应用数学爱好者的交流。:7–8:157
创建该学会的构想始于1951年，首次组织会议在德雷克塞尔理工学院召开。对其名称的提案起初为“应用与工业数学学会”（Society for Applied and Industrial Mathematics），但因为这一缩写更为有趣，名称中的“应用”与“工业”二词作了交换。学会于1952年4月30日在特拉华州正式注册。